# NGC 5463
NGC 5463 (NGC 5463A) je spiralna galaktika u zviježđu Volaru. 

## Vanjske poveznice
- (engl.) SEDS: NGC 5463
- (engl.) Revidirani Novi opći katalog
- (engl.) Izvangalaktička baza podataka NASA-e i IPAC-a
- (engl.) Astronomska baza podataka SIMBAD
- (engl.) VizieR
- DSS-ova slika NGC 5463  Arhivirana inačica izvorne stranice od 10. ožujka 2016. (Wayback Machine)